# Thomas Hodgskin
Thomas Hodgskin (12 de diciembre de 1787, Chatham, Reino Unido — 21 de agosto de 1869, Feltham, Reino Unido) fue un oficial de la marina y escritor socialista inglés. Su economía política era crítica del «capitalismo» de su época (que el autor definía como privilegios legales en favor de ciertos propietarios), partidaria del libre comercio internacional y de los primeros sindicato.

## Biografía
Hijo de un trabajador del astillero de Chatham, Hodgskin se enroló en la armada a la edad de doce años. Ascendió en el escalafón en los años de guerra naval contra Francia hasta el grado de primer teniente. Tras la derrota naval de los franceses las oportunidades de ascenso se acabaron y Hodgskin tuvo cada vez más problemas disciplinarios con sus superiores, conduciéndole hacia un consejo de guerra y su expulsión en 1812. Esto provocó su primer libro An Essay on Naval Discipline («Un ensayo en la disciplina naval») en 1813, una crítica al régimen brutalmente autoritario entonces corriente en la armada.
Entró en la Universidad de Edimburgo para ir a estudiar más tarde a Londres en 1815 y se incorporó más adelante al círculo utilitario en torno a Francis Place, Jeremy Bentham y James Mill. Con su ayuda pasó los siguientes cinco años en un programa de viaje y estudio por  Europa del cual resultó su segundo libro titulado Travels in North Germany («Viajes por el norte de Alemania») en 1820. Tras tres años en Edimburgo, Hodgskin regresó a Londres en 1823 como periodista. Influido, entre otros, por Jean Baptise Say, sus puntos de vista en la economía política divergieron de la ortodoxia utilitarista de David Ricardo y James Mill. 
Durante la controversia de las leyes parlamentarias para legalizar primero y prohibir después las «asociaciones» de trabajadores, Mill y Ricardo estuvieron a favor de las prohibiciones mientras Hodgskin apoyó el derecho a organizarse. Tomando la teoría laboral del valor de Ricardo, la usó para denunciar la apropiación de la mayor parte del valor producido por el trabajo de los obreros industriales, como ilegítimo. Propuso estas opiniones en una serie de conferencias en el Instituto de Mecánica de Londres donde debatió con William Thompson con quien compartía la crítica de la expropiación capitalista pero no el remedio propuesto. El resultado de esas conferencias y debates lo publicó como Labour Defended against de Claims of Capital; or the Unproductiveness of Capital proved («El trabajo defendido ante las pretensiones del capital; o demostración de la improductividad del capital») en 1825; Popular Political Economy («Economía política popular». Cuatro conferencias pronunciadas en la Instituto de Mecánica de Londres), en 1827; y Natural and Artificial Right of Property Contrasted («Derechos de propiedad natural y artificial contrastados») en 1832. El título de El trabajo defendido hacía referencia al trabajo anterior Commerce Defended («El comercio defendido»), de James Mill, señalando su oposición a las conclusiones que eran favorables a los capitalistas contra sus empleados.
Central para Hodgskin fue su polémica contra las tesis de Thomas Malthus y Robert Torrens, para quienes el creador del valor es el capital. Hodgskin defendía una versión radical de la tesis de Ricardo, según la cual el trabajo es el que crea valor:

Antes de leer a Ricardo, Hodgskin había desarrollado una teoría que equivalía a una interpretación de los beneficios como un "robo legal". Sin embargo, como señala Hunt, poco después de leerlo, extrae una primera impresión que es contraria a Ricardo, a quien acusa de justificar "la situación política presente de la sociedad"; y esto lo lleva a oponer a la teoría del valor de Ricardo otra teoría que él deriva de Adam Smith. En realidad, Hodgskin no creía, a diferencia de Ricardo, que el trabajo incorporado en la producción de la mercancía determinara su valor en el capitalismo, sino que más bien se limitaba a identificar el precio con la suma de salarios, rentas y beneficios, tal y como había hecho antes A. Smith, sólo que, a diferencia de éste, Hodgskin creía que las leyes de la propiedad privada eran antinaturales e intrínsecamente injustas. Sin embargo, muchos autores piensan (erróneamente) que Hodgskin mantuvo una teoría laboral del valor (en la línea de Ricardo y de Marx) debido a que distinguió entre un precio "natural" y un precio "social" de una forma que ha sido frecuentemente mal interpretada. En efecto, Hodgskin escribió: "El precio necesario o natural significa la cantidad total de trabajo que la naturaleza exige del hombre para producir cualquier mercancía [...] La naturaleza exigía sólo trabajo en el pasado, demanda sólo trabajo en el presente, y requerirá sólo trabajo en el futuro. El trabajo fue originalmente, es ahora y será siempre el único poder de compra respecto a la naturaleza. Hay otra descripción del precio a la que llamaré social; es el precio natural aumentado por regulaciones sociales" (1827, pp. 219-220). Lo que no siempre se ha entendido es que el precio natural de Hodgskin —para el único que vale la cantidad de trabajo como regulador— es un precio normativo que sólo se daría, según él, si quedaran abolidas las leyes y el gobierno de la sociedad capitalista. Pero Hodgskin creía que el único precio positivamente existente era el precio social, cuya determinación sigue, según él, la teoría de Smith, y no la de Ricardo.
Diego Guerrero, Historia del pensamiento económico heterodoxo.

Aunque su crítica de la apropiación de los patrones de la parte del león del valor producido por sus empleados fue una influencia subsecuente para generaciones de socialistas, incluyendo Karl Marx, las creencias fundamentales deístas de Hodgskin identificaban la producción e intercambio basadas en la teoría laboral del valor (liberada de las expropiaciones que consideraba ilegítimas de la renta, interés y beneficios de los patrones), como un «derecho natural», orden divino de las relaciones apropiadas de la sociedad, en contraste con las invenciones «artificiales», la fuente de desarmonías y de conflictos. Rechazó el protocomunismo de William Thompson y Robert Owen por la misma apelación al «derecho natural».
En 1823 Hodgskin unió fuerzas con Joseph Clinton Robinson en la fundación de Mechanics Magazine. En la edición de octubre de 1823 Hodgskin y Francis Place escribieron un manifiesto para un Instituto de Mecánicos. Sería más que una escuela técnica, un lugar donde los estudios prácticos se podrían combinar con la reflexión práctica acerca de la condición de la sociedad. La inauguración del instituto tuvo lugar en 1823 pero la idea fue asumida por personas con puntos de vista menos radicales sobre las opiniones económicas poco ortodoxas de Hodgskin, como George Birkbeck, un educador bien conocido de Glasgow.
A pesar de su perfil de radical en los agitados tiempos revolucionados de la década de 1820, se retiró al mundo del periodismo whig después de la ley de reforma de 1832. Continuó siendo defensor del libre comercio y pasó quince años escribiendo para The Economist. Trabajó en la publicación con su fundador, James Wilson, y con el joven Herbert Spencer. Hodgskin vio la desaparición de las Leyes de los cereales como el primer paso hacia la caída del gobierno, punto de vista que al parecer fue considerado extremista por parte de la Liga contra la ley de cereales. Dejó The Economist en 1857, pero continuó trabajando como periodista por el resto de su vida.

## Interpretaciones posteriores de su pensamiento
G. D. H. Cole, teórico socialista fabiano, en 1922 describe a Hodgskin como uno de los fundadores del movimiento obrero inglés, un ideólogo del laissez faire, y un «anarquista filosófico siguiendo la tradición de William Godwin» quien espera una «sociedad individualista no gubernamental» pero que se diferencia «del individualismo puro por su fuerte defensa del sindicalismo».
En 1991 un ensayo de Kenneth R. Gregg definió a Hodgskin como «anarquista de mercado». En una bibliografía publicada en el año 2014 por Wendy McElroy, historiadora del anarquismo individualista, Hodgskin es enumerado entre los precursores europeos del anarquismo individualista.